# Еміліос Солому
Еміліос Солому — кіпрський письменник і журналіст.

## Біографія
Народився 1971 року. Вивчав історію-археологію в Афінському університеті та журналістику у вищій школі. Вступив до аспірантури з новогрецької філології в університеті Кіпру. Працював журналістом у щоденній газеті. Вчитель середньої освіти.
Багато оповідань були опубліковані в журналах та антології на Кіпрі, в Греції та за кордоном. Видав книжки дитячої літератури «Опудало» (2020, Патакіс) і романи для дорослих «Річка», самвидав і в «Щоденник однієї зради» (2018, Патакіс) (2012, Psychogios, Літературна премія Європейського Союзу за 2013 рік, розповсюджена в 11 європейських країнах) і Hate is Half Revenge (2015, Psychogios, переклад у Польщі, Албанії, Сербії).